# Alfonso Junco
Alfonso Junco Voigt (Monterrey, Nuevo León, 26 de febrero de 1896 - Ciudad de México, 13 de octubre de 1974), fue un escritor y académico mexicano. Miembro de la Academia Mexicana de la Lengua, ingresó el 25 de octubre de 1950 y ocupó la silla XIV, fue miembro correspondiente de la Academia Colombiana de la Lengua.

## Semblanza biográfica
Fue hijo del poeta Celedonio Junco de la Vega y de Elisa Voigt. Cultivó esencialmente la literatura, pero es importante también su producción histórica. Estudió en Monterrey y  desde niño, en 1906, escribió en El Pasatiempo. De 1910 a 1912 colaboró en El Estudiante. En 1918 se trasladó a la Ciudad de México y colaboró en numerosas e importantes publicaciones nacionales y extranjeras. Fue miembro de la Asociación Católica de la Juventud Mexicana (ACJM).
Viajó mucho, significándose sus prolongadas estancias en Europa, particularmente en España. A la muerte de los sacerdotes Méndez Plancarte tomó la dirección de la revista Ábside.
Alfonso Junco fue uno de los más acérrimos defensores del franquismo y, a la postre, partidario no sólo de la cruzada del general Franco en contra del bando republicano, sino de la decisión, que al término del conflicto adoptaría, de mandar a la otra España al exilio. Ferviente defensor de la religión católica y detractor de ideologías como el liberalismo, el comunismo y hasta el fascismo, Alfonso Junco criticaría con dureza la llegada de los refugiados españoles a México, bajo el propósito de deslegitimar el proyecto ideológico e institucional que acabaría conformando la República española en el exilio. Para este escritor regiomontano, la España de Franco –emblema de la verdadera Madre patria– debía impulsar la idea de un nuevo imperio, capitaneado por Franco, bajo el estandarte de la cruz y de un panhispanismo capaz de reunir en un solo haz a la vieja estirpe depositada en los países de la América hispana.
En un discurso de 1942, Junco denominó a su perspectiva como «hispanismo católico» (ver: tradicionalismo político (España)) y lo considera como una mejor forma de indigenismo, dado que en este se reafirman y agrupan tanto la identidad amerindia como la española, componiendo la identidad hispánica.
En opinión de Antonio Castro Leal, “en el campo de la poesía lírica siguió un tiempo las huellas de Enrique González Martínez, tan afín a él en dar al espíritu la dirección de la vida; pero en el campo de la poesía religiosa se ha labrado un camino propio y es de los escritores que han dado a México nueva vitalidad en este género, aplicando modos de expresión poética originales y atrevidos”.[cita requerida]

## Obras
De sus obras en verso pueden citarse: 
- Por la senda suave (1917);
- El alma estrella (1920);
- Posesión (1923);
- Florilegio eucarístico (1926);
- La divina aventura (1938).

De sus obras en prosa, pueden citarse:
- Fisonomía (1927);
- La traición de Querétaro (1930);
- La señora Belén de Zárraga desfanatizando (1923);
- Iturbide (1924);
- Voltaire (1925);
- Cristo (1931);
- Un radical problema Guadalupano (1932);
- Antonio Vieira en México  (1933);

Motivos mejicanos (1933); 
- Inquisición sobre la Inquisición (1933);
- Cosas que arden (1934);
- Un siglo de Méjico de Hidalgo a Carranza (1934);
- Lope ecuménico (1935);
- Carranza y los orígenes de su rebelión (1935);
- Gente de Méjico (1937);
- Lumbre de Méjico (1938);
- La vida sencilla (1939);
- El difícil paraíso (1940);
- Sangre de hispania (1940);
- La ola de fango (1941);
- Defensa de la madre (1942);
- Tres lugares comunes (1943).

Asimismo: Egregios (1944); El milagro de las rosas (1945); España en carne viva (1946); El gran teatro del mundo (1947); Un poeta en casa (1950); Los ojos viajeros (1951); El amor de Sor Juana (1951); Novedades en la Academia (1953); Sotanas de Méjico (1955); Cuestiúnculas gongorinas (1955); Controversia con don Antonio Caso (1966); Méjico y los refugiados (1959); Othón en el recuerdo (1959); El increíble fray Servando (1959);  La viril castidad (1960);  La Inquisición. Las diez sorpresas (1960); El milagro del Tepeyac (1961); Juárez intervencionista (1961); El apasionante problema de la propiedad (1962); Todos los que están (1967); La jota de Méjico y otras danzas (1967); De los primeros dineros a los setenta febreros (1970); Insurgentes y liberales ante Iturbide (1971) y Tiempo de alas (1973).